# 台灣觀光協會
台灣觀光協會（英語：Taiwan Visitors Association，簡記為TVA）是中華民國民間財團法人非營利機構，1956年11月29日由臺灣省觀光事業委員會輔導台灣民間成立，創辦人游彌堅。

## 歷史
台灣觀光協會是台灣旅遊業相關協會當中第一個成立的民間觀光組織。
1967年，台灣觀光協會獲准出版日文刊物《台灣觀光雜誌》，提供台日觀光旅遊資訊。

## 外部連結
- 台灣觀光協會 （页面存档备份，存于）